# Lampadena speculigera
Lampadena speculigera är en fiskart som beskrevs av Goode och Bean, 1896. Lampadena speculigera ingår i släktet Lampadena och familjen prickfiskar. Inga underarter finns listade i Catalogue of Life.